# Ida Mntwana
Ida Fiyo Mntwana, née en 1903 et morte en mars 1960, est une militante sud-africaine contre l'apartheid et pour les droits des femmes.

## Biographie
Mntwana commence à travailler comme couturière et s'engage en politique dans les années 1950. Après la démission de Madie Hall-Xuma de son poste de présidente nationale de la Ligue des femmes du Congrès national africain en 1949, Mntwana la remplace. Mntwana est plus radicale que sa prédécesseure, réunissant des groupes de lutte féminins dans des manifestations, durant des grèves et d'autres actes de désobéissance civile. Elle est également élue au comité exécutif du Congrès national africain.
En 1954, Mntwana devient la première présidente de la Fédération des femmes sud-africaines (FEDSAW). Elle participe à la création du Congrès du Peuple. Au deuxième jour du congrès, la police envahit le congrès et provoque des affrontements avec la population. Mntwana calme la foule en chantant une chanson protestataire pour la liberté, depuis la plateforme et parvient à ramener le calme pour la suite du congrès. 
Le 26 août 1952, elle dirige la marche de Germiston. Le groupe est composé de 29 femmes : 11 Indiennes, une métisse (Susan Naude) et 17 Africaines. Elle et son groupe sont détenus et condamnés à quatorze jours à la prison de Boksburg. Elle prend la tête, aux côtés d'Ama Naidoo, de la marche de la FEDSAW vers les bâtiments de l'Union à Pretoria, le 27 octobre 1955. Environ 2 000 femmes y participent, afin de  protester contre les lois sur les passeports intérieurs pour les femmes.
Mntwana fait partie des accusés lors du procès de la trahison de 1956. Elle décède en mars 1960 au cours du procès.

## Postérité
Mntwana est représentée sur l'une des 100 statues de bronze qui font partie du projet du Monument du patrimoine national, intitulé La longue marche vers la liberté. Sa statue en bronze est créée par Sarah Lovejoy. En août 2000, Mntwana fait partie des noms  cités comme « porte-flambeaux », au cours du discours de Thabo Mbeki, lors de l'inauguration du Monument des femmes d'Afrique du Sud. Elle est décorée de l'Ordre posthume du service méritoire en 2003.